# Lisa Sounio

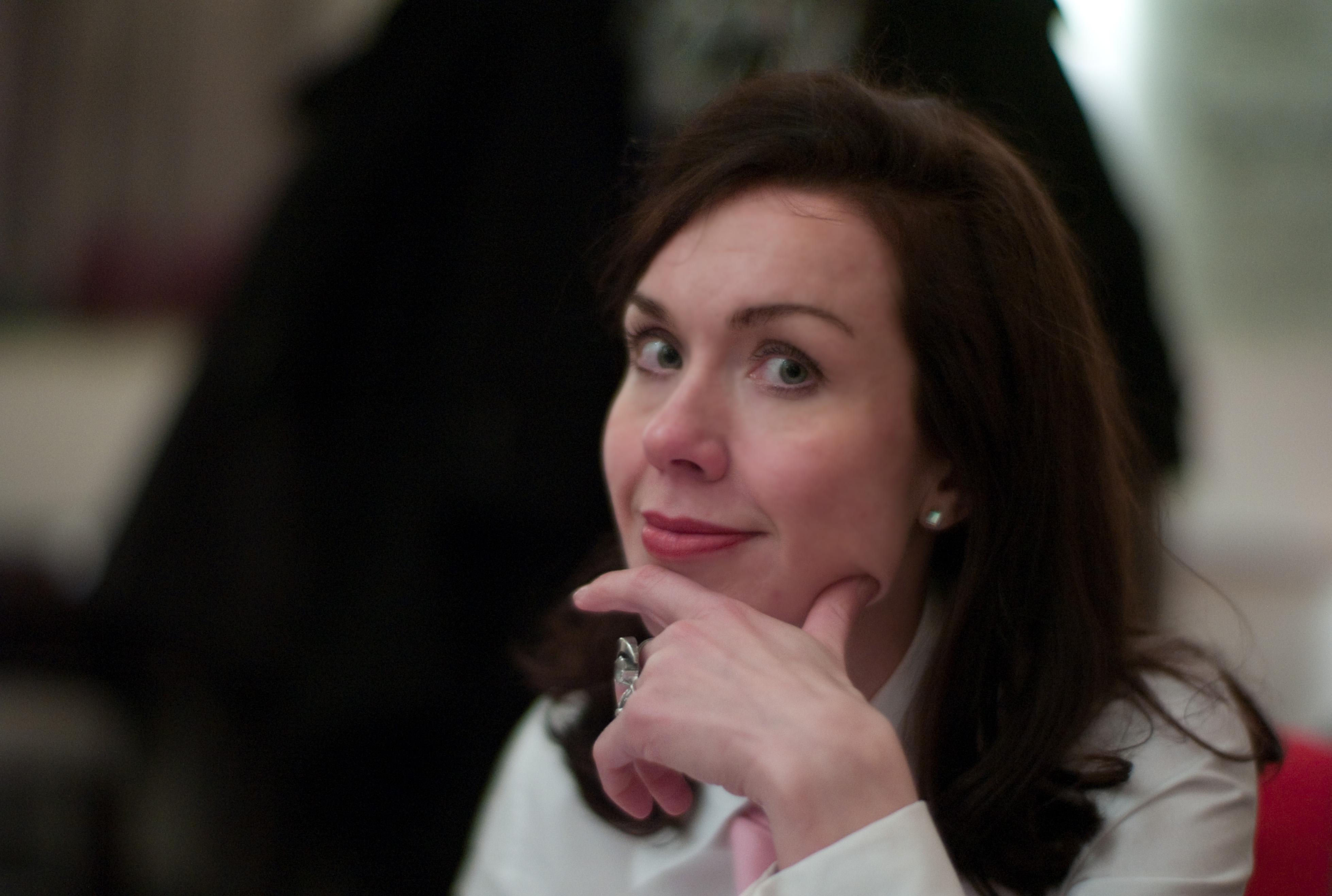
Lisa Sounio

Christa Maria Lisa Sounio-Ahtisaari (* 1970 in Parikkala) ist eine finnische Unternehmerin, Dozentin und Markenexpertin.

## Leben
Lisa Sounio-Ahtisaari gründete 2007 mit dem britischen Interfacedesigner und Programmierer Matt Biddulphin das soziale Netzwerk für Reisende unter dem Namen Dopplr. Bald traten der US-Amerikaner Dan Gillmor, der Designer Matt Jones aus Wales und Marko Ahtisaari ins Team ein. Nokia erwarb Dopplr im Jahr 2009. Der Dienst wurde vier Jahre später eingestellt.
Lisa Sounio-Ahtisaari leitete eine Beratungsfirma und Kommunikationsagentur und ist als Kolumnistin für verschiedenen Wirtschafts- und Design-Magazinen tätig gewesen. Dem finnischen Fernsehpublikum wurde sie durch ihren Auftritt in der finnischen Variante der Business-Show Dragons Den bekannt.
Im Jahr 2010 veröffentlichte Sounio-Ahtisaari ihr erster Wirtschaftsbuch über Marken Brändikäs („Markenfroh“). Das Werk ist bereits in der neunten Auflage erschienen.
Vor ihrer Karriere als Unternehmerin, war die Diplom-Betriebswirtin in namhaften finnischen Design-Firmen in den Bereichen Vertrieb, Marketing und Produktentwicklung tätig. Neben Betriebswirtschaft hat sie Industriedesign und Produktentwicklung an der heutigen Aalto-Universität sowie Kommunikation und Sprachen an der Universität Vaasa studiert. Lisa Sounio-Ahtisaari lebt und arbeitet in Helsinki. Sie verbringt ihre Freizeit in der Umgebung ihres Elternhauses im ostfinnischen Seengebiet und in den Ostseeschären. Seit 2008 ist sie mit Marko Ahtisaari verheiratet.